# Final de la Liga Europa de la UEFA 2022-23
La Final de la Liga Europa de la UEFA 2022-23, se disputó el día 31 de mayo de 2023 en el Puskás Aréna de Budapest, Hungría.

## Finalistas
En  negrita, las finales ganadas.
| Equipos | Finales jugadas anteriormente | Finales jugadas anteriormente                        |
| ------- | ----------------------------- | ---------------------------------------------------- |
| Sevilla | 6 (6)                         | 2005-06, 2006-07, 2013-14, 2014-15, 2015-16, 2019-20 |
| Roma    | 1 (0)                         | 1990-91                                              |

## Sede de la Final
El Puskás Aréna de Budapest fue seleccionada como sede de la final por el Comité Ejecutivo de la UEFA durante su reunión en Ámsterdam, Países Bajos, el 2 de marzo de 2020.
En 2020, la UEFA anunció que este recinto albergaría la final de 2022, pero la pandemia del Covid-19 obligó a reubicar la final de la edición 2019-20 de la competición y, consecuentemente, a aplazar todas las finales un año para respetar los derechos de organización previamente adjudicados.
| Hungría                |              |              |              |
| Ciudad                 | Estadio      |              |              |
| Budapest               | Puskás Aréna | Puskás Aréna | Puskás Aréna |
|                        |              |              |              |
| 67 215 espectadores    |              |              |              |
| Final Liga Europa 2023 |              |              |              |

## Partidos de clasificación para la Final
| Grupo C           | Pts. | PJ | PG | PE | PP | GF | GC | Dif |
| ----------------- | ---- | -- | -- | -- | -- | -- | -- | --- |
| Manchester City   | 16   | 6  | 4  | 2  | 0  | 14 | 2  | 12  |
| Borussia Dortmund | 7    | 6  | 2  | 3  | 1  | 10 | 5  | 5   |
| Sevilla           | 5    | 6  | 1  | 2  | 3  | 6  | 12 | -6  |
| Copenhague        | 3    | 6  | 0  | 3  | 3  | 1  | 12 | -11 |

| Grupo C            | Pts. | PJ | PG | PE | PP | GF | GC | Dif |
| ------------------ | ---- | -- | -- | -- | -- | -- | -- | --- |
| Real Betis         | 16   | 6  | 5  | 1  | 0  | 12 | 4  | 8   |
| Roma               | 10   | 6  | 3  | 1  | 2  | 11 | 7  | 4   |
| Ludogorets Razgrad | 7    | 6  | 2  | 1  | 3  | 8  | 9  | -1  |
| HJK                | 1    | 6  | 0  | 1  | 5  | 2  | 13 | -11 |

## Partido

### Ficha
| 13    | POR   | Bono                 |        |
| 16    | DEF   | Jesús Navas          | 94'    |
| 44    | DEF   | Loïc Badé            |        |
| 6     | DEF   | Nemanja Gudelj       | 120+8' |
| 3     | DEF   | Alex Telles          | 94'    |
| 20    | MED   | Fernando             | 120+8' |
| 10    | MED   | Ivan Rakitić         |        |
| 55    | MED   | Lucas Ocampos        |        |
| 25    | MED   | Bryan Gil            | 46'    |
| 21    | MED   | Óliver Torres        | 46'    |
| 15    | DEL   | Youssef En-Nesyri    |        |
| D. T. | D. T. | José Luis Mendilibar |        |

| 1     | POR   | Rui Patrício        |      |
| 23    | DEF   | Gianluca Mancini    |      |
| 6     | DEF   | Chris Smalling      |      |
| 3     | DEF   | Roger Ibañez        |      |
| 4     | MED   | Bryan Cristante     |      |
| 8     | MED   | Nemanja Matić       | 120' |
| 19    | MED   | Zeki Çelik          | 91'  |
| 37    | MED   | Leonardo Spinazzola | 106' |
| 7     | DEL   | Lorenzo Pellegrini  | 106' |
| 21    | DEL   | Paulo Dybala        | 68'  |
| 9     | DEL   | Tammy Abraham       | 74'  |
| D. T. | D. T. | José Mourinho       |      |

| 7  | Delantero      | Suso            | 46'    |
| 17 | Delantero      | Erik Lamela     | 46'    |
| 2  | Defensa        | Gonzalo Montiel | 94'    |
| 4  | Defensa        | Karim Rekik     | 94'    |
| 23 | Defensa        | Marcão          | 120+8' |
| 8  | Centrocampista | Joan Jordán     | 120+8' |

| 25 | Centrocampista | Georginio Wijnaldum | 68'  |
| 11 | Delantero      | Andrea Belotti      | 74'  |
| 59 | Centrocampista | Nicola Zalewski     | 91'  |
| 14 | Defensa        | Diego Llorente      | 106' |
| 92 | Delantero      | Stephan El Shaarawy | 106' |
| 52 | Centrocampista | Edoardo Bove        | 120' |

| 54' | Gianluca Mancini | 1:1 |

| 35' | Paulo Dybala | 0:1 |

| Acierto de penal · Acierto de penal · Acierto de penal · Acierto de penal | Lucas Ocampos Erik Lamela Ivan Rakitić Gonzalo Montiel | 1:0 2:1 3:1 4:1 |

| Acierto de penal · Fallo de penal · Fallo de penal | Bryan Cristante Gianluca Mancini Roger Ibañez | 1:1 2:1 3:1 |

| 36' · 64' · 109' · 118' · 120+4' · 120+10' | Rafa Mir (Suplente) Ivan Rakitić Erik Lamela Joan Jordán Gonzalo Montiel Lucas Ocampos |

| 21' · 45' · 48' · 65' · 74' · 82' · 105' · 120' · 120+8' | Nemanja Matić Lorenzo Pellegrini Gianluca Mancini Bryan Cristante Zeki Çelik Salvatore Foti (Asistente técnico) Nicola Zalewski José Mourinho Rick Karsdorp (Suplente) |

| Principal  | Anthony Taylor |
| Asistentes | Gary Beswick   |
|            | Adam Nunn      |
| Cuarto     | Michael Oliver |

| VAR            | Stuart Attwell       |
| Asistentes VAR | Christopher Kavanagh |
|                | Bastian Dankert      |

|                    |     |     |
| Tiros              | 17  | 10  |
| Tiros a puerta     | 3   | 3   |
| Faltas             | 21  | 19  |
| Saques de esquina  | 6   | 4   |
| Fueras de juego    | 1   | 1   |
| Posesión del balón | 62% | 38% |

| Alineación inicial |

| 13    | POR   | Bono                 |        |
| 16    | DEF   | Jesús Navas          | 94'    |
| 44    | DEF   | Loïc Badé            |        |
| 6     | DEF   | Nemanja Gudelj       | 120+8' |
| 3     | DEF   | Alex Telles          | 94'    |
| 20    | MED   | Fernando             | 120+8' |
| 10    | MED   | Ivan Rakitić         |        |
| 55    | MED   | Lucas Ocampos        |        |
| 25    | MED   | Bryan Gil            | 46'    |
| 21    | MED   | Óliver Torres        | 46'    |
| 15    | DEL   | Youssef En-Nesyri    |        |
| D. T. | D. T. | José Luis Mendilibar |        |

| 1     | POR   | Rui Patrício        |      |
| 23    | DEF   | Gianluca Mancini    |      |
| 6     | DEF   | Chris Smalling      |      |
| 3     | DEF   | Roger Ibañez        |      |
| 4     | MED   | Bryan Cristante     |      |
| 8     | MED   | Nemanja Matić       | 120' |
| 19    | MED   | Zeki Çelik          | 91'  |
| 37    | MED   | Leonardo Spinazzola | 106' |
| 7     | DEL   | Lorenzo Pellegrini  | 106' |
| 21    | DEL   | Paulo Dybala        | 68'  |
| 9     | DEL   | Tammy Abraham       | 74'  |
| D. T. | D. T. | José Mourinho       |      |

| 7  | Delantero      | Suso            | 46'    |
| 17 | Delantero      | Erik Lamela     | 46'    |
| 2  | Defensa        | Gonzalo Montiel | 94'    |
| 4  | Defensa        | Karim Rekik     | 94'    |
| 23 | Defensa        | Marcão          | 120+8' |
| 8  | Centrocampista | Joan Jordán     | 120+8' |

| 25 | Centrocampista | Georginio Wijnaldum | 68'  |
| 11 | Delantero      | Andrea Belotti      | 74'  |
| 59 | Centrocampista | Nicola Zalewski     | 91'  |
| 14 | Defensa        | Diego Llorente      | 106' |
| 92 | Delantero      | Stephan El Shaarawy | 106' |
| 52 | Centrocampista | Edoardo Bove        | 120' |

| 54' | Gianluca Mancini | 1:1 |

| 35' | Paulo Dybala | 0:1 |

| Acierto de penal · Acierto de penal · Acierto de penal · Acierto de penal | Lucas Ocampos Erik Lamela Ivan Rakitić Gonzalo Montiel | 1:0 2:1 3:1 4:1 |

| Acierto de penal · Fallo de penal · Fallo de penal | Bryan Cristante Gianluca Mancini Roger Ibañez | 1:1 2:1 3:1 |

| 36' · 64' · 109' · 118' · 120+4' · 120+10' | Rafa Mir (Suplente) Ivan Rakitić Erik Lamela Joan Jordán Gonzalo Montiel Lucas Ocampos |

| 21' · 45' · 48' · 65' · 74' · 82' · 105' · 120' · 120+8' | Nemanja Matić Lorenzo Pellegrini Gianluca Mancini Bryan Cristante Zeki Çelik Salvatore Foti (Asistente técnico) Nicola Zalewski José Mourinho Rick Karsdorp (Suplente) |

| Principal  | Anthony Taylor |
| Asistentes | Gary Beswick   |
|            | Adam Nunn      |
| Cuarto     | Michael Oliver |

| VAR            | Stuart Attwell       |
| Asistentes VAR | Christopher Kavanagh |
|                | Bastian Dankert      |

|                    |     |     |
| Tiros              | 17  | 10  |
| Tiros a puerta     | 3   | 3   |
| Faltas             | 21  | 19  |
| Saques de esquina  | 6   | 4   |
| Fueras de juego    | 1   | 1   |
| Posesión del balón | 62% | 38% |

| Alineación inicial |

| 13    | POR   | Bono                 |        |
| 16    | DEF   | Jesús Navas          | 94'    |
| 44    | DEF   | Loïc Badé            |        |
| 6     | DEF   | Nemanja Gudelj       | 120+8' |
| 3     | DEF   | Alex Telles          | 94'    |
| 20    | MED   | Fernando             | 120+8' |
| 10    | MED   | Ivan Rakitić         |        |
| 55    | MED   | Lucas Ocampos        |        |
| 25    | MED   | Bryan Gil            | 46'    |
| 21    | MED   | Óliver Torres        | 46'    |
| 15    | DEL   | Youssef En-Nesyri    |        |
| D. T. | D. T. | José Luis Mendilibar |        |

| 1     | POR   | Rui Patrício        |      |
| 23    | DEF   | Gianluca Mancini    |      |
| 6     | DEF   | Chris Smalling      |      |
| 3     | DEF   | Roger Ibañez        |      |
| 4     | MED   | Bryan Cristante     |      |
| 8     | MED   | Nemanja Matić       | 120' |
| 19    | MED   | Zeki Çelik          | 91'  |
| 37    | MED   | Leonardo Spinazzola | 106' |
| 7     | DEL   | Lorenzo Pellegrini  | 106' |
| 21    | DEL   | Paulo Dybala        | 68'  |
| 9     | DEL   | Tammy Abraham       | 74'  |
| D. T. | D. T. | José Mourinho       |      |

| 7  | Delantero      | Suso            | 46'    |
| 17 | Delantero      | Erik Lamela     | 46'    |
| 2  | Defensa        | Gonzalo Montiel | 94'    |
| 4  | Defensa        | Karim Rekik     | 94'    |
| 23 | Defensa        | Marcão          | 120+8' |
| 8  | Centrocampista | Joan Jordán     | 120+8' |

| 25 | Centrocampista | Georginio Wijnaldum | 68'  |
| 11 | Delantero      | Andrea Belotti      | 74'  |
| 59 | Centrocampista | Nicola Zalewski     | 91'  |
| 14 | Defensa        | Diego Llorente      | 106' |
| 92 | Delantero      | Stephan El Shaarawy | 106' |
| 52 | Centrocampista | Edoardo Bove        | 120' |

| 54' | Gianluca Mancini | 1:1 |

| 35' | Paulo Dybala | 0:1 |

| Acierto de penal · Acierto de penal · Acierto de penal · Acierto de penal | Lucas Ocampos Erik Lamela Ivan Rakitić Gonzalo Montiel | 1:0 2:1 3:1 4:1 |

| Acierto de penal · Fallo de penal · Fallo de penal | Bryan Cristante Gianluca Mancini Roger Ibañez | 1:1 2:1 3:1 |

| 36' · 64' · 109' · 118' · 120+4' · 120+10' | Rafa Mir (Suplente) Ivan Rakitić Erik Lamela Joan Jordán Gonzalo Montiel Lucas Ocampos |

| 21' · 45' · 48' · 65' · 74' · 82' · 105' · 120' · 120+8' | Nemanja Matić Lorenzo Pellegrini Gianluca Mancini Bryan Cristante Zeki Çelik Salvatore Foti (Asistente técnico) Nicola Zalewski José Mourinho Rick Karsdorp (Suplente) |

| Principal  | Anthony Taylor |
| Asistentes | Gary Beswick   |
|            | Adam Nunn      |
| Cuarto     | Michael Oliver |

| VAR            | Stuart Attwell       |
| Asistentes VAR | Christopher Kavanagh |
|                | Bastian Dankert      |

|                    |     |     |
| Tiros              | 17  | 10  |
| Tiros a puerta     | 3   | 3   |
| Faltas             | 21  | 19  |
| Saques de esquina  | 6   | 4   |
| Fueras de juego    | 1   | 1   |
| Posesión del balón | 62% | 38% |

| Alineación inicial |

| 13    | POR   | Bono                 |        |
| 16    | DEF   | Jesús Navas          | 94'    |
| 44    | DEF   | Loïc Badé            |        |
| 6     | DEF   | Nemanja Gudelj       | 120+8' |
| 3     | DEF   | Alex Telles          | 94'    |
| 20    | MED   | Fernando             | 120+8' |
| 10    | MED   | Ivan Rakitić         |        |
| 55    | MED   | Lucas Ocampos        |        |
| 25    | MED   | Bryan Gil            | 46'    |
| 21    | MED   | Óliver Torres        | 46'    |
| 15    | DEL   | Youssef En-Nesyri    |        |
| D. T. | D. T. | José Luis Mendilibar |        |

| 1     | POR   | Rui Patrício        |      |
| 23    | DEF   | Gianluca Mancini    |      |
| 6     | DEF   | Chris Smalling      |      |
| 3     | DEF   | Roger Ibañez        |      |
| 4     | MED   | Bryan Cristante     |      |
| 8     | MED   | Nemanja Matić       | 120' |
| 19    | MED   | Zeki Çelik          | 91'  |
| 37    | MED   | Leonardo Spinazzola | 106' |
| 7     | DEL   | Lorenzo Pellegrini  | 106' |
| 21    | DEL   | Paulo Dybala        | 68'  |
| 9     | DEL   | Tammy Abraham       | 74'  |
| D. T. | D. T. | José Mourinho       |      |

| 7  | Delantero      | Suso            | 46'    |
| 17 | Delantero      | Erik Lamela     | 46'    |
| 2  | Defensa        | Gonzalo Montiel | 94'    |
| 4  | Defensa        | Karim Rekik     | 94'    |
| 23 | Defensa        | Marcão          | 120+8' |
| 8  | Centrocampista | Joan Jordán     | 120+8' |

| 25 | Centrocampista | Georginio Wijnaldum | 68'  |
| 11 | Delantero      | Andrea Belotti      | 74'  |
| 59 | Centrocampista | Nicola Zalewski     | 91'  |
| 14 | Defensa        | Diego Llorente      | 106' |
| 92 | Delantero      | Stephan El Shaarawy | 106' |
| 52 | Centrocampista | Edoardo Bove        | 120' |

| 54' | Gianluca Mancini | 1:1 |

| 35' | Paulo Dybala | 0:1 |

| Acierto de penal · Acierto de penal · Acierto de penal · Acierto de penal | Lucas Ocampos Erik Lamela Ivan Rakitić Gonzalo Montiel | 1:0 2:1 3:1 4:1 |

| Acierto de penal · Fallo de penal · Fallo de penal | Bryan Cristante Gianluca Mancini Roger Ibañez | 1:1 2:1 3:1 |

| 36' · 64' · 109' · 118' · 120+4' · 120+10' | Rafa Mir (Suplente) Ivan Rakitić Erik Lamela Joan Jordán Gonzalo Montiel Lucas Ocampos |

| 21' · 45' · 48' · 65' · 74' · 82' · 105' · 120' · 120+8' | Nemanja Matić Lorenzo Pellegrini Gianluca Mancini Bryan Cristante Zeki Çelik Salvatore Foti (Asistente técnico) Nicola Zalewski José Mourinho Rick Karsdorp (Suplente) |

| Principal  | Anthony Taylor |
| Asistentes | Gary Beswick   |
|            | Adam Nunn      |
| Cuarto     | Michael Oliver |

| VAR            | Stuart Attwell       |
| Asistentes VAR | Christopher Kavanagh |
|                | Bastian Dankert      |

|                    |     |     |
| Tiros              | 17  | 10  |
| Tiros a puerta     | 3   | 3   |
| Faltas             | 21  | 19  |
| Saques de esquina  | 6   | 4   |
| Fueras de juego    | 1   | 1   |
| Posesión del balón | 62% | 38% |

| Alineación inicial |

|                            |
| Bandera de España          |
| Campeón Sevilla 7.º título |